# Fădimac
Fădimac – wieś w Rumunii, w okręgu Temesz, w gminie Balinț. W 2011 roku liczyła 268 mieszkańców